# Hoffmann Mineral
Die Hoffmann Mineral GmbH ist ein mittelständisches Bergbauunternehmen aus Neuburg an der Donau. Es baut als einziges Unternehmen Neuburger Kieselerde ab und kümmert sich um dessen weltweite Vermarktung sowie Verkauf. Das Unternehmen wurde 1903 gegründet und beschäftigt rund 150 Mitarbeiter.

## Unternehmensgruppe
Hoffmann Mineral gehört zur Unternehmensgruppe Hoffmann. Diese ist ein Zusammenschluss einzelner, eigenständiger Unternehmen, die unter Geschäftsleitungskreis, Beirat und Gesellschaftern der Gruppe vereint sind. Geschäftsführer und Inhaber der Unternehmensgruppe ist Manfred Hoffmann. Ein weiteres Unternehmen der Unternehmensgruppe Hoffmann ist die Sonax GmbH.

## Geschichte
Hoffmann Mineral wurde 1903 von Franz Hoffmann als Dampfschlämmerei für Neuburger Kieselerde gegründet. Wichtigster Einsatzbereich der Kieselerde waren damals Poliermittel und Haushaltspflegeprodukte. 1950 ging aus dem Unternehmen die Firma Sonax GmbH hervor. 1971 übernahm Hoffmann Mineral die Kieselerdesparte des Wettbewerbers Globus-Werke und ist seitdem der einzige Produzent von Neuburger Kieselerde. 1979 wurde der letzte Untertagebau geschlossen und seitdem wird nur mehr im Tagebau Kieselerde abgebaut. 1991 übernahm Manfred Hoffmann junior das Unternehmen und leitet es in der vierten Generation.

## Produkte

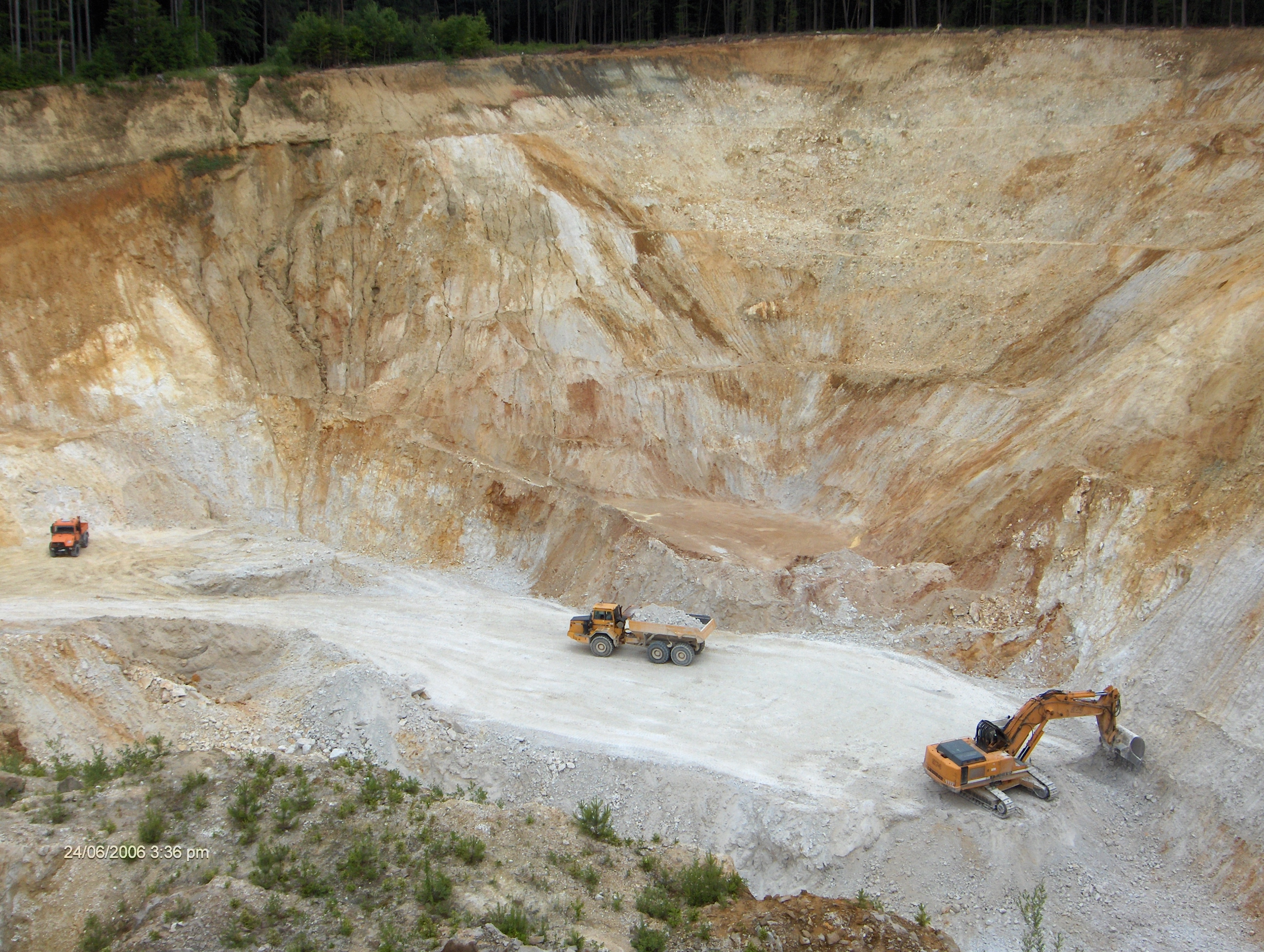
Tagebau von Hoffmann Mineral (2006)

Hoffmann Mineral ist das einzige bestehende Unternehmen, welches Neuburger Kieselerde abbaut. Pro Jahr verkauft Hoffmann Mineral etwa 55.000 Tonnen des aufbereiteten Minerals. Dafür müssen rund 150.000 Tonnen der rohen Kieselerde gewonnen werden. Neuburger Kieselerde wird vorwiegend als Füllstoff in Elastomeren, Thermoplasten, Farben und Lacken sowie Poliermittel eingesetzt. Wichtige Einsatzbereiche sind die Automobilindustrie, Medizintechnik sowie Bauindustrie.

## Vertrieb
Hoffmann Mineral vertreibt seine Produkte über Vertriebspartner in mehr als 100 Ländern. Neben dem Hauptmarkt Deutschland, wo etwa die Hälfte der Kieselerdeproduktion verkauft wird, sind Asien und Nordamerika wichtige Märkte.